# 淡路洲本藩
洲本藩（すもとはん）は、淡路国に存在した藩（現在の兵庫県洲本市）。藩庁は洲本城、由良城。

## 概要

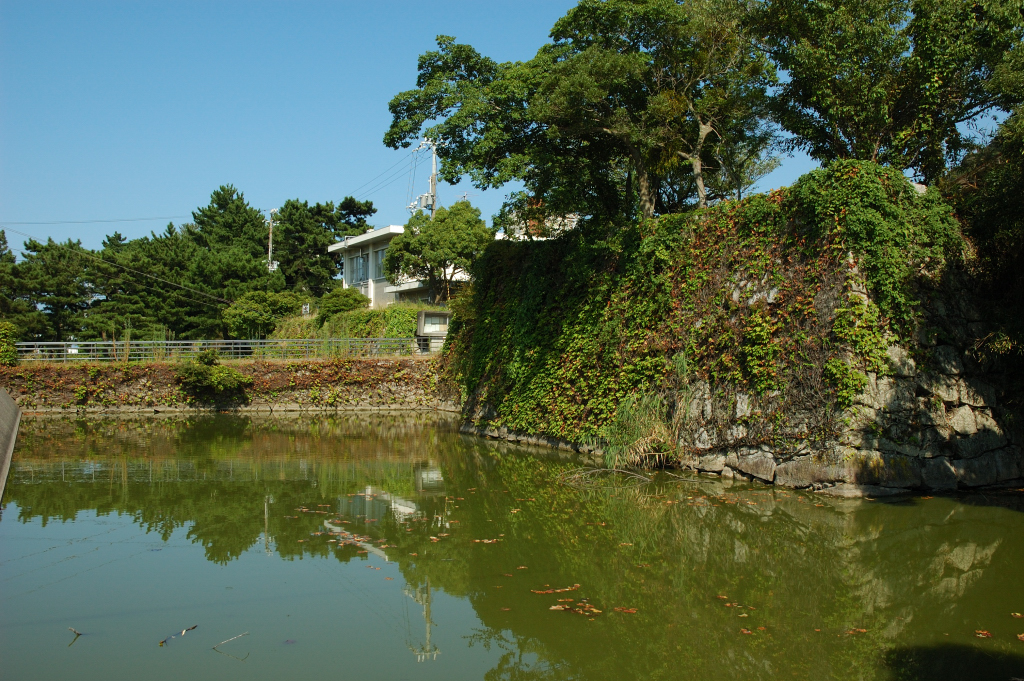
洲本城

洲本は紀伊水軍の一派である安宅氏の分家である洲本安宅氏が支配していた。戦国時代、淡路守護であった細川氏が三好氏により滅ぼされ、また安宅氏本家も内紛により衰退すると、洲本安宅家の安宅治興は三好長慶の弟の冬康を養子に迎え、三好氏の傘下になる。三好氏が織田信長によって滅ぼされた後は、冬康の子の信康は織田氏の支配下に入る。その信長の死後、淡路は豊臣氏の支配下に入り、豊臣秀吉は譜代の家臣である仙石秀久を5万石で淡路に入れた。秀久は四国攻めで軍功を挙げたため、讃岐国に加増移封となる。
その後、賤ヶ岳の七本槍の一人である脇坂安治が3万石で入ったことにより、淡路洲本藩が立藩する。安治は九州征伐・小田原征伐に従軍し、文禄・慶長の役（朝鮮出兵）においては水軍の将として軍功を挙げた。慶長5年（1600年）の関ヶ原の戦いにおいては、安治は成り行き上西軍に与したが、藤堂高虎と内通していたため、小早川秀秋が寝返ったのに乗じて東軍に寝返り、西軍の大谷吉継隊を壊滅に追い込んだ。戦後、その戦功により本領安堵された。
慶長14年（1609年）、安治は伊予大洲藩に移され、代わって淡路は藤堂高虎の属領となった。
その翌年、播磨姫路藩主である池田輝政に淡路一国が加増され、淡路は姫路藩の属領となる。慶長18年（1613年）1月に輝政が死去すると、淡路は輝政の三男・忠雄に分与され、再び洲本藩が立藩した。忠雄は由良成山城を築き藩庁を映したため由良成山藩と名称が変わる。元和元年（1615年）、忠雄は岡山藩主で早世した兄・池田忠継の後を継いで岡山藩に移ったため、由良成山藩は廃藩となった。
なお、淡路はその後、大坂の陣で軍功を挙げた蜂須賀至鎮の阿波藩（明治以降に徳島藩と改称）領となり、洲本に阿波藩が派遣した城代稲田家が置かれることとなったため由良成山城は廃城となった。

## 歴代藩主

### 脇坂家
3万石 外様
1. 脇坂安治

### 池田家
1. 池田忠雄